# Ljubomir Katić
Ljubomir Katić (in serbo Љубомир Катић?; Zrenjanin, 25 aprile 1934 – Zrenjanin, 10 marzo 2025) è stato un cestista e allenatore di pallacanestro jugoslavo.

## Carriera
Con la Jugoslavia disputò due edizioni dei Campionati europei (1955, 1957).

## Palmarès
- YUBA liga: 1

Proleter Zrenjanin: 1956